# Смёрребрёд
Смёрребрёд (дат. smørrebrød — «хлеб с маслом») — традиционное датское блюдо в виде бутербродов, обычно на ломтике чёрного хлеба, называемого «ругбрёд», намазанного сливочным маслом, маргарином или жиром, с салатом, курицей, тунцом, говядиной, помидорами и так далее. Существует целый ряд региональных вариантов этой закуски, включающих огурцы, икру и прочие ингредиенты. Насчитывается около двухсот разновидностей смёрребрёда, которые выступают как лёгкой закуской, так и полноценным обедом.
Первоначально в качестве начинки для данного блюда использовались только сыр и колбаса, а само оно было популярной закуской у служащих во время обеденных перерывов. Популярность смёрребрёда возросла с начала 1880-х годов, когда блюдо стало появляться в небольших ресторанах Копенгагена. Согласно датскому ритуалу, смёрребрёды следует есть вилкой и ножом в определённой последовательности: сначала с рыбой, потом с мясом, затем с сыром.